# Lezéville
Lezéville és un municipi francès situat al departament de l'Alt Marne i a la regió del Gran Est. L'any 2007 tenia 118 habitants.

## Demografia

### Població
El 2007 la població de fet de Lezéville era de 118 persones. Hi havia 49 famílies de les quals 8 eren unipersonals (4 homes vivint sols i 4 dones vivint soles), 25 parelles sense fills i 16 parelles amb fills.
La població ha evolucionat segons el següent gràfic:
Habitants censats

### Habitatges
El 2007 hi havia 71 habitatges, 48 eren l'habitatge principal de la família, 13 eren segones residències i 9 estaven desocupats. Tots els 71 habitatges eren cases. Dels 48 habitatges principals, 43 estaven ocupats pels seus propietaris, 3 estaven llogats i ocupats pels llogaters i 2 estaven cedits a títol gratuït; 5 tenien dues cambres, 5 en tenien tres, 13 en tenien quatre i 25 en tenien cinc o més. 24 habitatges disposaven pel capbaix d'una plaça de pàrquing. A 23 habitatges hi havia un automòbil i a 13 n'hi havia dos o més.

### Piràmide de població
La piràmide de població per edats i sexe el 2009 era:
| Homes | Edats   | Dones |
| ----- | ------- | ----- |
| 0     | 95 o +  | 0     |
| 0     | 90 a 94 | 0     |
| 0     | 85 a 89 | 4     |
| 0     | 80 a 84 | 0     |
| 16    | 75 a 79 | 0     |
| 0     | 70 a 74 | 4     |
| 0     | 65 a 69 | 12    |
| 4     | 60 a 64 | 0     |
| 4     | 55 a 59 | 4     |
| 0     | 50 a 54 | 0     |
| 4     | 45 a 49 | 4     |
| 8     | 40 a 44 | 4     |
| 8     | 35 a 39 | 8     |
| 0     | 30 a 34 | 0     |
| 4     | 25 a 29 | 0     |
| 0     | 20 a 24 | 0     |
| 0     | 15 a 19 | 0     |
| 0     | 10 a 14 | 8     |
| 4     | 5 a 9   | 0     |
| 0     | 0 a 4   | 0     |

## Economia
El 2007 la població en edat de treballar era de 71 persones, 47 eren actives i 24 eren inactives. De les 47 persones actives 44 estaven ocupades (31 homes i 13 dones) i 3 estaven aturades (3 dones i 3 dones). De les 24 persones inactives 7 estaven jubilades, 4 estaven estudiant i 13 estaven classificades com a «altres inactius».
Activitats econòmiques
Dels 3 establiments que hi havia el 2007, 1 era d'una empresa de construcció, 1 d'una empresa de comerç i reparació d'automòbils i 1 d'una empresa de transport.
L'únic servei als particulars que hi havia el 2009 era un paleta.
L'any 2000 a Lezéville hi havia 9 explotacions agrícoles.

## Poblacions més properes
El següent diagrama mostra les poblacions més properes.